# Draft 1973 de la NBA
1972 1974
La draft 1973 de la NBA est la 27e draft annuelle de la National Basketball Association (NBA), se déroulant en amont de la saison 1973-1974. Elle s'est tenue les 24 avril 1973 et 5 mai 1973 à New York. Elle se compose de 20 tours et 211 joueurs ont été sélectionnés,.
Lors de cette draft, 17 équipes de la NBA choisissent à tour de rôle des joueurs évoluant au basket-ball universitaire américain, ainsi que des joueurs internationaux. Si un joueur quittait l’université plus tôt, il n'était pas éligible pour la draft jusqu’à ce que sa classe d’université ait obtenu son diplôme. Avant cette draft, onze joueurs ont été déclarés admissibles à la sélection en vertu de la "hardship rule", un cas similaire dans lequel Spencer Haywood a plaidé avec succès dans son procès contre la NBA, ce qui lui a permis de jouer en NBA avant que sa classe collégiale ne soit diplômée. Ces joueurs avaient présenté une demande et fourni des preuves de difficultés financières à la ligue, ce qui leur a accordé le droit de commencer à gagner leur vie en commençant leur carrière professionnelle plus tôt. Il s’agissait de la première ébauche où des sous-classes du collège ont été autorisés à entrer.
Les deux premiers choix de la draft se décident entre les deux équipes arrivées dernières de leur division l'année précédente, à l'issue d'un pile ou face. Les choix de premier tour restant et les choix de draft sont affectés aux équipes dans l'ordre inverse de leur bilan victoires-défaites lors de la saison 1972-1973.
En amont de la draft, les Bullets de Baltimore déménagent à Landover, dans le Maryland, et deviennent les Bullets de la Capitale. Les 76ers de Philadelphie se voient octroyer un premier tour de draft supplémentaire en compensation du départ de John Brisker aux SuperSonics de Seattle.
Doug Collins est sélectionné en première position de cette draft, par les 76ers de Philadelphie. C'est le troisième choix des Braves de Buffalo, Ernie DiGregorio, qui remporte le titre de NBA Rookie of the Year.
La classe de draft voit l'intronisation future de deux joueurs au Basketball Hall of Fame, avec George McGinnis sélectionné au second tour et Krešimir Ćosić, sélectionné au cinquième tour, après être resté une année en Europe depuis sa première sélection de draft en 1972, mais qui jouera jamais en NBA. Elle a vu la sélection de futurs entraîneurs de renom tels que Doug Collins, Mike D'Antoni, George McGinnis, Kermit Washington, George Karl, Jim O'Brien, Allan Bristow et M. L. Carr.
Il s'agit de la dernière draft NBA avec autant de tours, puisqu'à partir de la draft suivante jusqu'en 1984, il n'y aura que 10 tours de draft.

## Draft
| ^ | Signale un joueur qui a été intronisé au Basketball Hall of Fame                        |
| + | Signale un joueur qui a été sélectionné pour au moins un match annuel NBA All-Star Game |
| R | Signale le joueur qui a remporté le titre de NBA Rookie of the Year                     |

### Premier tour
| Choix | Nom                | Position          | Nationalité | Équipe                                                   | Provenance                      |
| ----- | ------------------ | ----------------- | ----------- | -------------------------------------------------------- | ------------------------------- |
| 1     | Doug Collins+      | Arrière Ailier    | États-Unis  | 76ers de Philadelphie                                    | Redbirds d'Illinois State       |
| 2     | Jim Brewer         | Ailier fort Pivot | États-Unis  | Cavaliers de Cleveland (de Portland)                     | Golden Gophers du Minnesota     |
| 3     | Ernie DiGregorio R | Meneur            | États-Unis  | Braves de Buffalo                                        | Friars de Providence            |
| 4     | Mike Green         | Pivot Ailier fort | États-Unis  | SuperSonics de Seattle                                   | Bulldogs de Louisiana Tech      |
| 5     | Kermit Washington+ | Ailier fort Pivot | États-Unis  | Lakers de Los Angeles (de Cleveland)                     | American Eagles                 |
| 6     | Ed Ratleff         | Arrière Ailier    | États-Unis  | Rockets de Houston                                       | 49ers de Long Beach State       |
| 7     | Ron Behagen        | Ailier fort       | États-Unis  | Kings de Kansas City-Omaha                               | Golden Gophers du Minnesota     |
| 8     | Mike Bantom        | Ailier fort       | États-Unis  | Suns de Phoenix                                          | Hawks de Saint-Joseph           |
| 9     | Dwight Jones       | Ailier fort Pivot | États-Unis  | Hawks d'Atlanta (de Détroit)                             | Cougars de Houston              |
| 10    | John Brown         | Ailier            | États-Unis  | Hawks d'Atlanta                                          | Tigers du Missouri              |
| 11    | Kevin Joyce        | Meneur Arrière    | États-Unis  | Warriors de Golden State                                 | Gamecocks de la Caroline du Sud |
| 12    | Kevin Kunnert      | Ailier fort Pivot | États-Unis  | Bulls de Chicago                                         | Hawkeyes de l'Iowa              |
| 13    | Nick Weatherspoon  | Ailier            | États-Unis  | Bullets de la Capitale                                   | Fighting Illini de l'Illinois   |
| 14    | Mel Davis          | Ailier            | États-Unis  | Knicks de New York                                       | Red Storm de Saint John         |
| 15    | Barry Parkhill     | Arrière           | États-Unis  | Trail Blazers de Portland (de Los Angeles via Cleveland) | Cavaliers de la Virginie        |
| 16    | Swen Nater         | Pivot             | Pays-Bas    | Bucks de Milwaukee                                       | Bruins d'UCLA                   |
| 17    | Steve Downing      | Pivot             | États-Unis  | Celtics de Boston                                        | Hoosiers de l'Indiana           |
| 18    | Raymond Lewis      | Arrière           | États-Unis  | 76ers de Philadelphie                                    | Cal State L.A.                  |

### Deuxième tour
| Choix | Nom                                   | Nationalité | Équipe                                              | Provenance          |
| ----- | ------------------------------------- | ----------- | --------------------------------------------------- | ------------------- |
| 19    | Louie Nelson (meneur)                 | États-Unis  | Bullets de la Capitale (Philadelphie)               | Washington          |
| 20    | Mike D'Antoni (meneur de jeu)         | États-Unis  | Kings de Kansas City-Omaha (de Buffalo via Détroit) | Marshall            |
| 21    | Allan Bristow (arrière)               | États-Unis  | 76ers de Philadelphie (de Portland)                 | Virginia Tech       |
| 22    | George McGinnis^ (ailier fort)        | États-Unis  | 76ers de Philadelphie (de Portland)                 | Pacers (ABA)        |
| 23    | Billy Schaeffer (ailier)              | États-Unis  | Lakers de Los Angeles (de Cleveland)                | St. John's          |
| 24    | Kevin Stacom (meneur)                 | États-Unis  | Bulls de Chicago (de Houston)                       | Providence          |
| 25    | Larry McNeill (arrière)               | États-Unis  | Kings de Kansas City-Omaha                          | Marquette           |
| 26    | Allan Hornyak (meneur)                | États-Unis  | Cavaliers de Cleveland (de Phoenix)                 | Ohio State          |
| 27    | Tom Ingelsby (meneur)                 | États-Unis  | Hawks d'Atlanta (de Detroit)                        | Villanova           |
| 28    | Pat McFarland (meneur de jeu/arrière) | États-Unis  | Knicks de New York (de Atlanta)                     | St. Joseph's        |
| 29    | Derrek Dickey (ailier)                | États-Unis  | Warriors de Golden State                            | Cincinnati          |
| 30    | Wendell Hudson (ailier)               | États-Unis  | Bulls de Chicago                                    | Alabama             |
| 31    | Jim Chones (ailier fort)              | États-Unis  | Lakers de Los Angeles (de Capitale)                 | New York Nets (ABA) |
| 32    | Caldwell Jones (ailier fort)          | États-Unis  | 76ers de Philadelphie (de New York via Chicago)     | Albany State        |
| 33    | Gary Melchionni (meneur)              | États-Unis  | Suns de Phoenix (de Milwaukee via Détroit)          | Duke                |
| 34    | John Perry (pivot)                    | États-Unis  | Lakers de Los Angeles                               | Pan American        |
| 35    | Phil Hankinson (ailier)               | États-Unis  | Celtics de Boston                                   | Pennsylvania        |

### Joueurs notables sélectionnés dans les tours suivants
| Choix | Nom                         | Nationalité | Équipe                     | Provenance               |
| ----- | --------------------------- | ----------- | -------------------------- | ------------------------ |
| 50    | Larry Kenon+ (ailier-fort)  | États-Unis  | Pistons de Détroit         | Memphis State            |
| 66    | George Karl (meneur de jeu) | États-Unis  | Knicks de New York         | North Carolina           |
| 76    | M.L. Carr (ailier)          | États-Unis  | Kings de Kansas City-Omaha | Guilford                 |
| 84    | Krešimir Ćosić^             | Yougoslavie | Lakers de Los Angeles      | Brigham Young University |
| 96    | John Williamson (arrière)   | États-Unis  | Hawks d'Atlanta            | New Mexico State         |